# Aaron Chia
Pour les articles homonymes, voir Chia.
Aaron Chia est un joueur malaisien de badminton né le 24 février 1997 dans l'État de Malacca. Il a remporté avec Soh Wooi Yik la médaille de bronze du double masculin aux Jeux olympiques d'été de 2020 à Tokyo.